# Drew Barrymore
Drew Blyth Barrymore (Culver City, 22 de fevereiro de 1975) é uma atriz, produtora, apresentadora, empresária, escritora e diretora norte-americana. Integrante mais jovem da célebre família Barrymore, ela ganhou fama aos 7 anos de idade, quando atuou no filme E.T. O Extraterrestre (1982). Durante a carreira, ela recebeu vários prêmios, incluindo um Globo de Ouro, um SAG Award, além de indicações ao BAFTA Film Award e a nove prêmios Emmy. Ela também recebeu uma estrela na Calçada da Fama de Hollywood em 2004.
Drew teve uma infância turbulenta. Posteriormente, ela conseguiu se reerguer e estrelou uma série de filmes de sucesso, incluindo Pânico, As Panteras, Nunca Fui Beijada, Batman Eternamente, Para Sempre Cinderela, Afinado no Amor, Como Se Fosse a Primeira Vez, Donnie Darko, Os Garotos da Minha Vida, Amor em Jogo, Letra e Música, Amor à Distância, O Grande Milagre, Já Estou com Saudades, Juntos e Misturados e Garota Fantástica, que marcou sua estreia como diretora. Por seu papel no filme da HBO, Grey Gardens, ela ganhou um Screen Actors Guild Award e um Globo de Ouro. 
Barrymore também é fundadora da produtora Flower Films, onde ela financia, produz, dirige e atua em vários projetos. Ela já lançou quatro livros, incluindo duas autobiografias. Na televisão, protagonizou a série Santa Clarita Diet da Netflix e atualmente apresenta seu talk show, The Drew Barrymore Show.

## Biografia

### Infância e Família

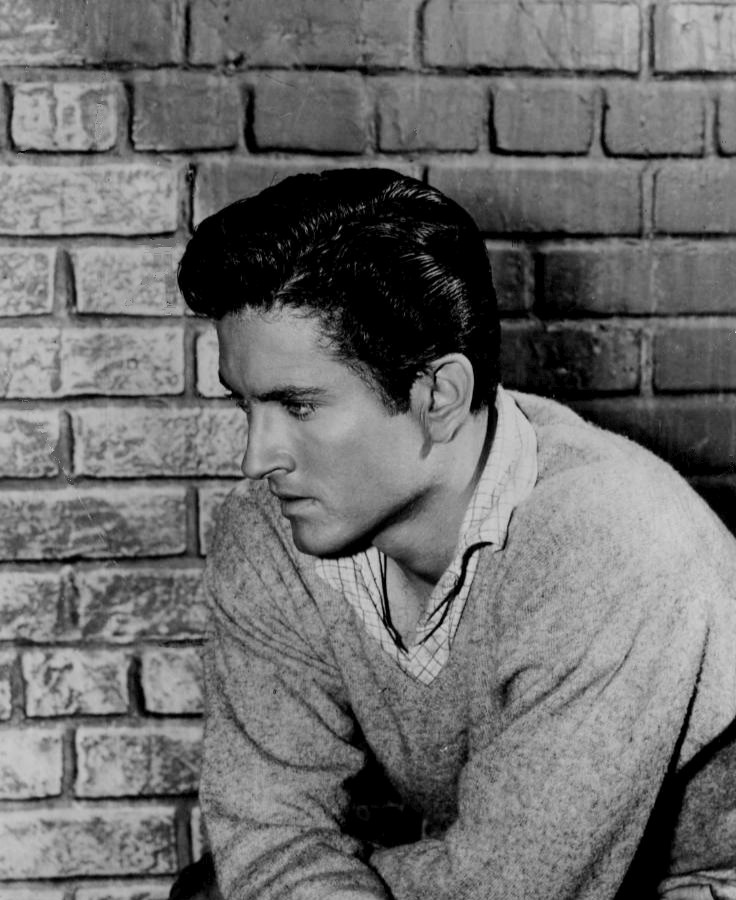
John Drew Barrymore, o pai de Drew.

Drew Blythe Barrymore nasceu em 22 de fevereiro de 1975, em Culver City, Califórnia. É filha do ator John Drew Barrymore e da aspirante a atriz, Jaid Barrymore. Jaid nasceu em um campo de refugiados húngaros em Brannenburg, Alemanha Ocidental, durante a Segunda Guerra Mundial. Seu pai abandonou a família quando ela tinha seis meses de idade. Em sua autobiografia Little Girl Lost, de 1991, Barrymore relatou que seu pai era abusivo, e que eles nunca tiveram um relacionamento significativo e raramente se falavam. Ela tem três irmãos mais velhos por parte de seu pai.
Seus bisavós paternos, Maurice e Georgie Drew Barrymore, Maurice e Mae Costello, assim como seus avós paternos, John Barrymore e Dolores Costello, foram atores, com John sendo o ator mais aclamado da sua geração. Barrymore é sobrinha de Diana Barrymore, Lionel Barrymore, Ethel Barrymore e Helene Costello, todos atores. Ela também é bisneta da estrela da Broadway, John Drew Jr., e do ator, escritor e diretor de cinema mudo Sidney Drew. As madrinhas de Barrymore são as atrizes Sophia Loren e a viúva de Lee Strasberg, Anna Strasberg. Seu padrinho é o diretor de cinema Steven Spielberg.
Com seu estrelato repentino, Barrymore teve uma infância turbulenta marcada pelo abuso de álcool e drogas e problemas pessoais com sua mãe. Ela e sua mãe eram frequentadoras assíduas do famoso Studio 54. Aos 13 anos, ela foi internada em uma clinica de reabilitação. Aos 14 anos, após uma tentativa de suicídio, ela foi internada em uma instituição psiquiatrica, onde permaneceu por 18 meses, seguida de uma estadia de três meses na casa do cantor David Crosby. Sobre esse período, Crosby disse, "ela precisava estar perto de algumas pessoas comprometidas com a sobriedade". Aos 15 anos, após uma bem-sucedida petição por emancipação, ela foi morar sozinha em um apartamento em West Hollywood.

## Carreira

### 1975–1989

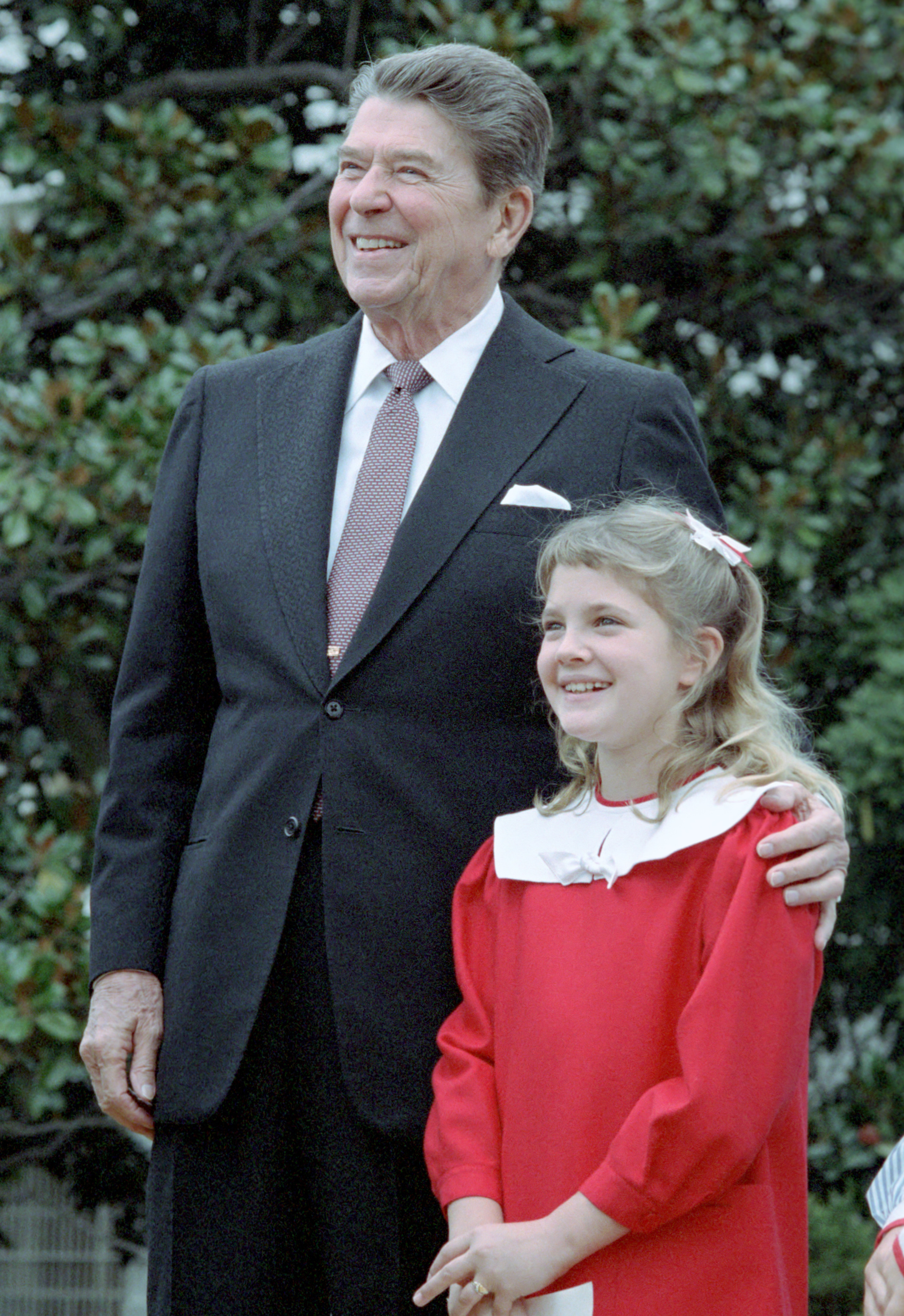
Drew com o Presidente dos EUA, Ronald Reagan em 17 de outubro de 1984.

A carreira profissional de Barrymore começou aos 11 meses de vida, quando ela apareceu em um comercial de comida para cães. Sua estreia no cinema ocorreu em 1980, com um pequeno papel em Altered States. Em 1982, Drew interpretou Gertie no filme E.T. the Extra-Terrestrial, dirigido por Steven Spielberg. Spielberg sentiu que Drew tinha a imaginação certa para o papel depois que a impressionou com uma história de que ele liderava uma banda de punk rock. E.T. foi amplamente aclamado pela crítica, e se tornou o filme de maior bilheteria da década de 1980, o que levou Barrymore a se tornar uma das crianças mais famosas na época. Por seu trabalho, ela ganhou um Young Artist Award de Melhor Atriz Coadjuvante e foi indicada ao British Academy Film Awards. Na época, ela também se tornou a pessoa mais jovem a apresentar um episódio do Saturday Night Live.
Em 1984, Drew estrelou o longa Firestarter, baseado na obra de Stephen King, onde ela interpretou uma garota com pirocinese que se torna alvo de uma agência secreta do governo. No mesmo ano, ela interpretou uma jovem se emancipando de seus pais no filme Diferenças Irreconciliáveis, pela qual recebeu sua primeira indicação ao Globo de Ouro de Melhor Atriz Coadjuvante. Em 1985, ela estrelou o filme de terror Cat's Eye, também escrito por King. O filme recebeu críticas positivas e ela foi indicada novamente ao Young Artist Award de Melhor Atriz Jovem.
Em 1989, Barrymore estrelou ao lado de Jeff Bridges e Alice Krige a comédia romântica, See You in the Morning. O The New York Times, destacou positivamente Barrymore por sua atuação. No mesmo ano, após um tratamento de reabilitação de doze dias, ela estrelou o filme Far from Home, como uma adolescente que fica presa com o pai em uma pequena cidade remota. O filme passou despercebido pelo público e recebeu críticas negativas.

### 1990–1999

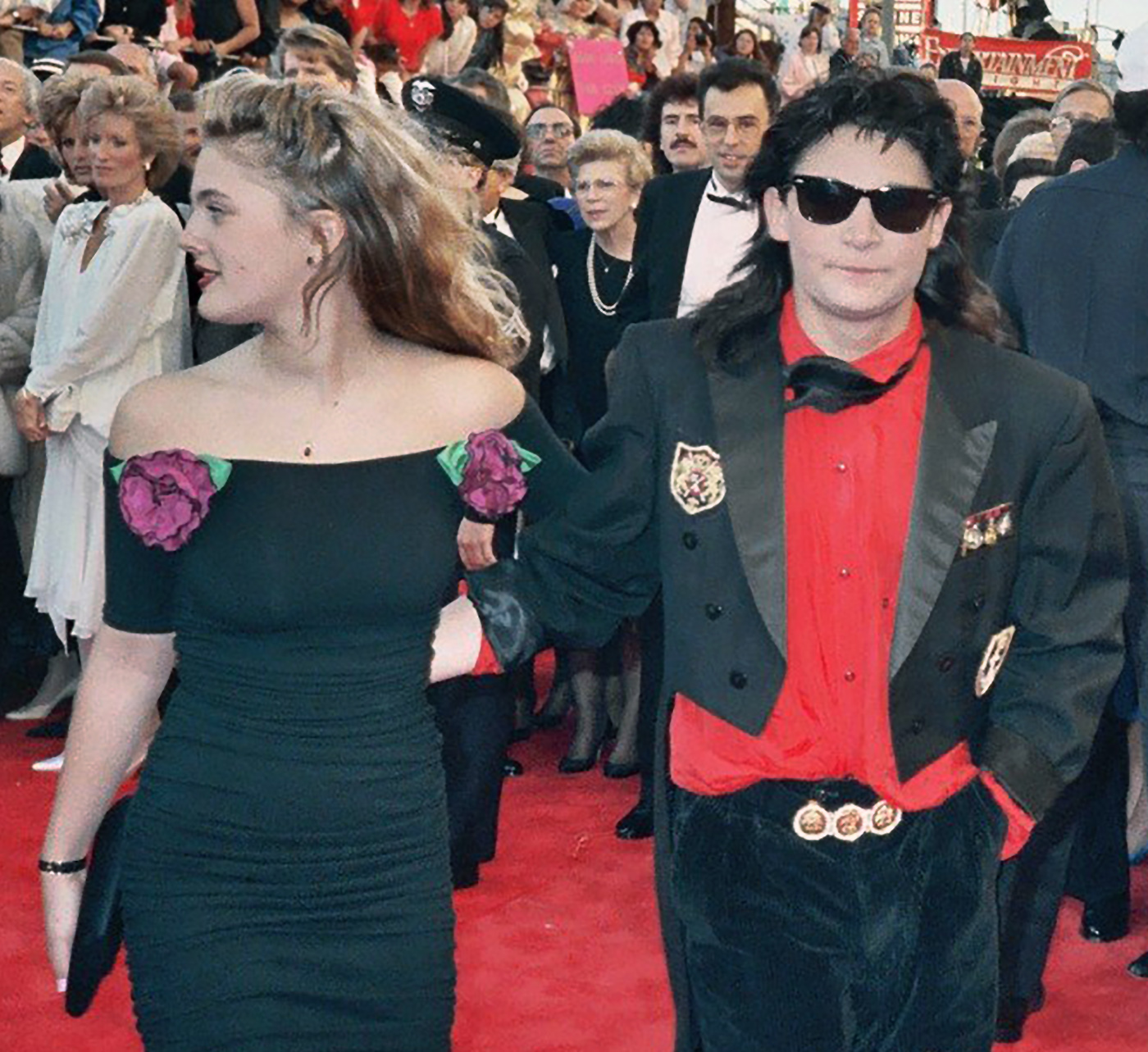
Barrymore e o ator Corey Feldman no Oscar de 1989.

No início da década de 1990, Barrymore forjou uma imagem de uma jovem rebelde e sedutora, começando com o filme Poison Ivy (1992), que foi um fracasso nas bilheterias, mas ganhou popularidade após ser lançado em vídeo. Sua personagem "Ivy" ficou em 6º lugar na lista das "26 melhores garotas más de todos os tempos" da Entertainment Weekly. No thriller policial de 1992, Guncrazy, Barrymore interpretou uma adolescente que mata seu padrasto sexualmente abusivo, depois que ele a ensina a usar uma arma. Sua performance foi elogiada pela critica e ela recebeu uma indicação ao Globo de Ouro de melhor atriz em filme dramático. Em 1993, ela estrelou os filmes No Place to Hide e Doppelganger, ambos foram fracassos de crítica e público. Em 1994, ela atuou na longa Bad Girls, que segue quatro ex-prostitutas em fuga após testemunharem um homicídio.
Em 1995, Barrymore posou nua para a edição de janeiro da Playboy, aos 19 anos. Seu padrinho, Steven Spielberg, lhe presenteou com uma colcha no seu aniversário de 20 anos, com um bilhete que dizia: "Cubra-se". No mesmo ano, durante sua aparição no Late Show com David Letterman, Barrymore subiu na mesa de Letterman, mostrou seus seios para ele e lhe deu um beijo na bochecha como presente de aniversário. No drama Boys on the Side (1995), Barrymore interpretou uma garota grávida que quer fugir do namorado abusivo. O filme foi pouco visto nos cinemas, mas foi recebido positivamente pelos críticos. No mesmo ano, ela apareceu no filme Batman Forever, como Sugar.

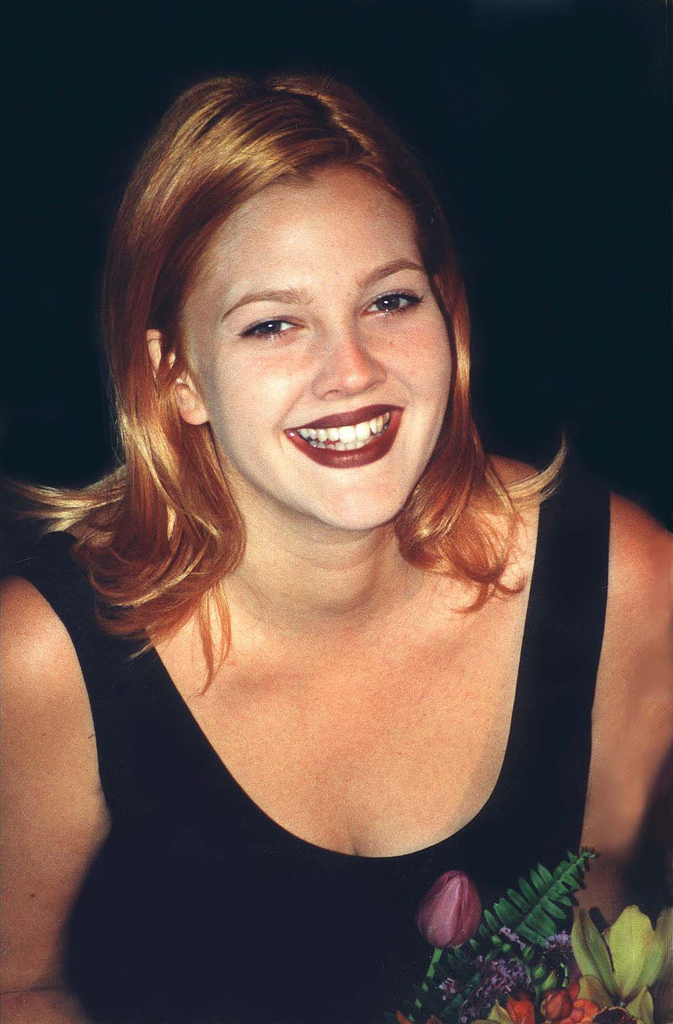
Drew Barrymore em 1997.

Em 1996, Drew fez uma breve aparição, mas notável, no filme de terror Scream. Ela leu o roteiro do filme e ficou interessada em se envolver, abordando a própria equipe de produção para solicitar um papel. Os produtores foram rápidos em aproveitar seu interesse e a ofereceram o papel principal de Sidney Prescott. No entanto, ela tinha outros compromissos que conflitava com o dias de gravação do longa, mesmo assim, ela ainda queria fazer parte do projeto, então acabou ficando com a personagem Casey Becker, a primeira vitima do assassino Ghostface. Scream foi um sucesso comercial e critico, sendo considerado um dos maiores filmes de terror já feitos.
Na comédia, The Wedding Singer de 1998, Barrymore interpretou Julia Sullivan, uma garçonete apaixonada por Robbie Hart (Adam Sandler). Com um orçamento de 18 milhões de dólares, o filme arrecadou 123,3 milhões de dólares, e eles venceram o MTV Movie Awards de Melhor Beijo. Ainda em 1998, ela participou da dublagem do especial de natal da televisão Olive, The Other Reindeer, pelo qual foi indicada ao Emmy, e estrelou o filme Home Fries. Ainda em 1998, Drew interpretou a personagem principal no drama romântico Ever After, inspirada no conto de fadas Cinderela. O filme foi sucesso de critica e público, e de acordo com o critico Roger Ebert, serviu como um lembrete "de quão bem ela pode nos envolver em seus personagens". Por seu desempenho ela recebeu um Saturn Awards de Melhor Atriz.
Em 1999, ela estrelou a comédia romântica Never Been Kissed, a primeira produção de sua produtora Flower Films, no qual interpretou Josie Geller, uma editora insegura que trabalha no Chicago Sun-Times, e se disfarça de estudante em uma escola como parte de uma matéria para ajudar os pais a se tornarem mais conscientes da vida de seus filhos. A CNN observou: "Há duas palavras que descrevem por que esse filme funciona: Drew Barrymore. Seu tempo cômico e sua vontade de dar tudo de si na busca por uma risada combinam-se para fazer do longa uma experiência gratificante no cinema". O filme foi um sucesso comercial, arrecadando 84,5 milhões de dólares. Ao final dos anos 90, Barrymore conseguiu restabelecer sua imagem e se tornou uma atriz lucrativa para os estúdios.  

### 2000–2009

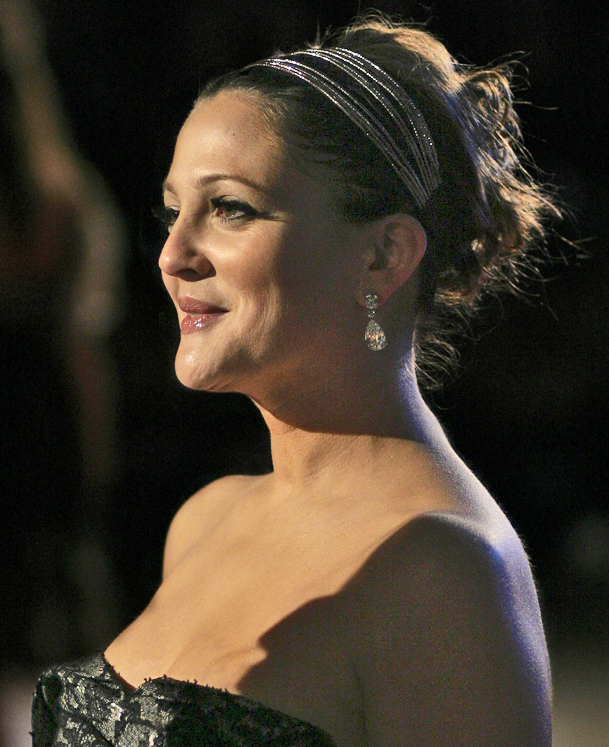
Barrymore na estreia de 2007 de Music & Lyrics.

Em Charlie's Angels (2000), Barrymore, Cameron Diaz e Lucy Liu interpretaram o trio de detetives particulares Dylan, Natalie e Alex, respectivamente. O filme que foi produzido pela própria Drew, foi um sucesso de critica e bilheteria e ajudou a solidificar sua carreira como produtora. Em 2001, ela atuou no drama Riding in Cars with Boys, como uma mãe adolescente em um casamento fracassado, com o pai viciado em drogas. No mesmo ano, atuou em Donnie Darko, onde interpretou uma professora de inglês do personagem-título. O longa alcançou status de "cult" após o lançamento em DVD. Em 2002, Barrymore atuou com Sam Rockwell e Julia Roberts, na estreia de George Clooney na direção, Confessions of a Dangerous Mind, filme baseado na autobiografia do produtor de televisão Chuck Barris.
 

Em 2003, ela reprisou seu papel como Dylan Sanders em Charlie's Angels: Full Throttle, e estrelou com Ben Stiller a comédia Duplex, que foi dirigida por Danny DeVito. Em 2004, Barrymore repetiu a parceria com Adam Sandler na comédia romântica 50 First Dates. Adam interpreta um veterinário marinho que se apaixona por uma mulher com perda de memória a curto prazo. O longa foi um sucesso comercial, faturando 196,4 milhões de dólares em todo o mundo. Eles receberam novamente o MTV Movie Awards de Melhor Beijo. Em Fever Pitch (2005), ela interpretou o interesse amoroso de um professor de escola imaturo (Jimmy Fallon). O filme arrecadou modestos 50 milhões de dólares e foi favorável a críticos que consideraram "ter charme e química suficientes entre Fallon e Barrymore". De acordo com o The Hollywood Reporter, na época, Drew recebia de 10 a 12 milhões de dólares por filme. 

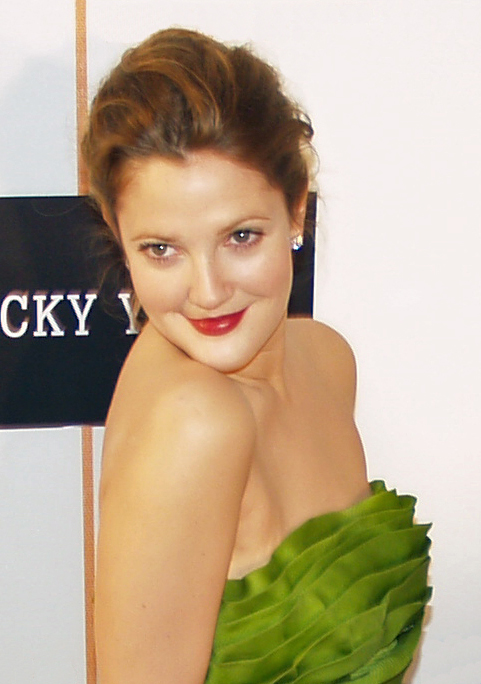
Barrymore na estreia de Lucky You em 2007.

Em 2007, estrelou ao lado de Hugh Grant, a comédia romântica Music and Lyrics, que se concentra no relacionamento de uma aspirante a compositora e um antigo ídolo da música pop. O filme recebeu críticas positivas, e foi um sucesso comercial. No mesmo ano, Barrymore estrelou o filme Lucky You de Curtis Hanson, como uma aspirante a cantora e objeto de afeição de um jogador de poker talentoso. Em 2008, ela dublou a personagem principal da comédia da Disney Beverly Hills Chihuahua. Em maio de 2007, Barrymore foi nomeada Embaixadora Contra a Fome para o Programa Alimentar Mundial da ONU e depois doou 1 milhão de dólares para a causa.

Em 2009, Barrymore estrelou a comédia He's Just Not That into You, e no mesmo ano, ela 

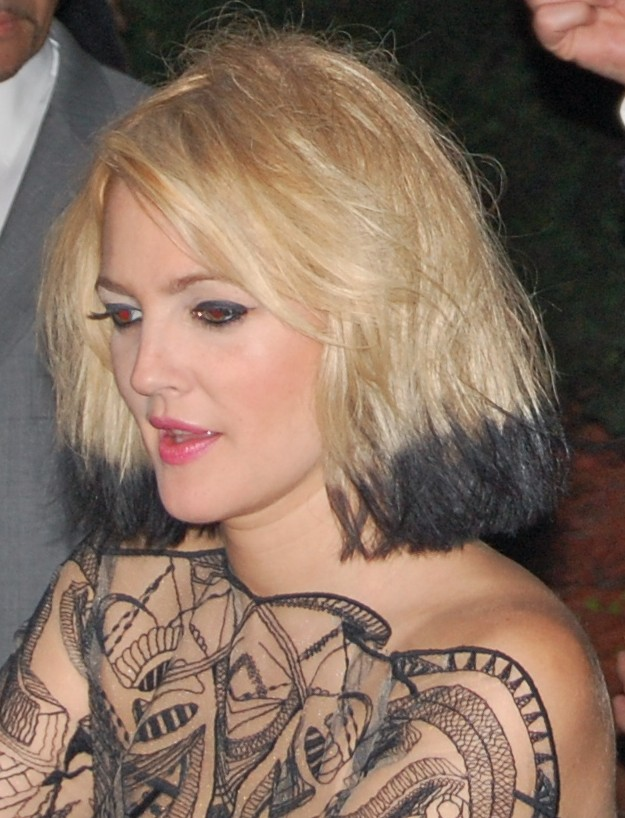
Barrymore na estreia de 2009 do filme Whip It

interpretou Edith Bouvier Beale, filha de Edith Ewing Bouvier Beale, no telefilme biográfico da HBO, Gray Gardens, que foi baseado em um documentário de 1975 de mesmo nome. O filme foi um sucesso de critica, ganhando cinco Emmy's Awards e dois Globos de Ouro. Barrymore recebeu uma indicação ao Emmy Award para Melhor Atriz em Minissérie ou Filme, e ganhou um Globo de Ouro de Melhor Atriz e o Screen Actors Guild. Ainda em 2009, ela atuou ao lado de Robert De Niro no drama familiar, Everybody's Fine, e fez sua estreia na direção com o drama esportivo Whip It, onde ela também atuou. O filme é sobre uma jovem (Elliot Page), que abandona a cena do concurso de beleza adolescente para participar de uma liga de roller derby. O filme estreou no Festival Internacional de Cinema de Toronto em 13 de setembro, e foi recebido favoravelmente pela crítica.

### 2010–2019
Em 2010, Barrymore estrelou ao lado de Justin Long a comédias romântica Going the Distance. Ele recebeu criticas mistas e faturou um pouco mais de 40 milhões no mundo todo. No mesmo ano, ela foi fotógrafa convidada de uma série de revistas chamada "They Shoot New York"; Ela apareceu na capa segurando uma câmera de filme Pentax K1000.

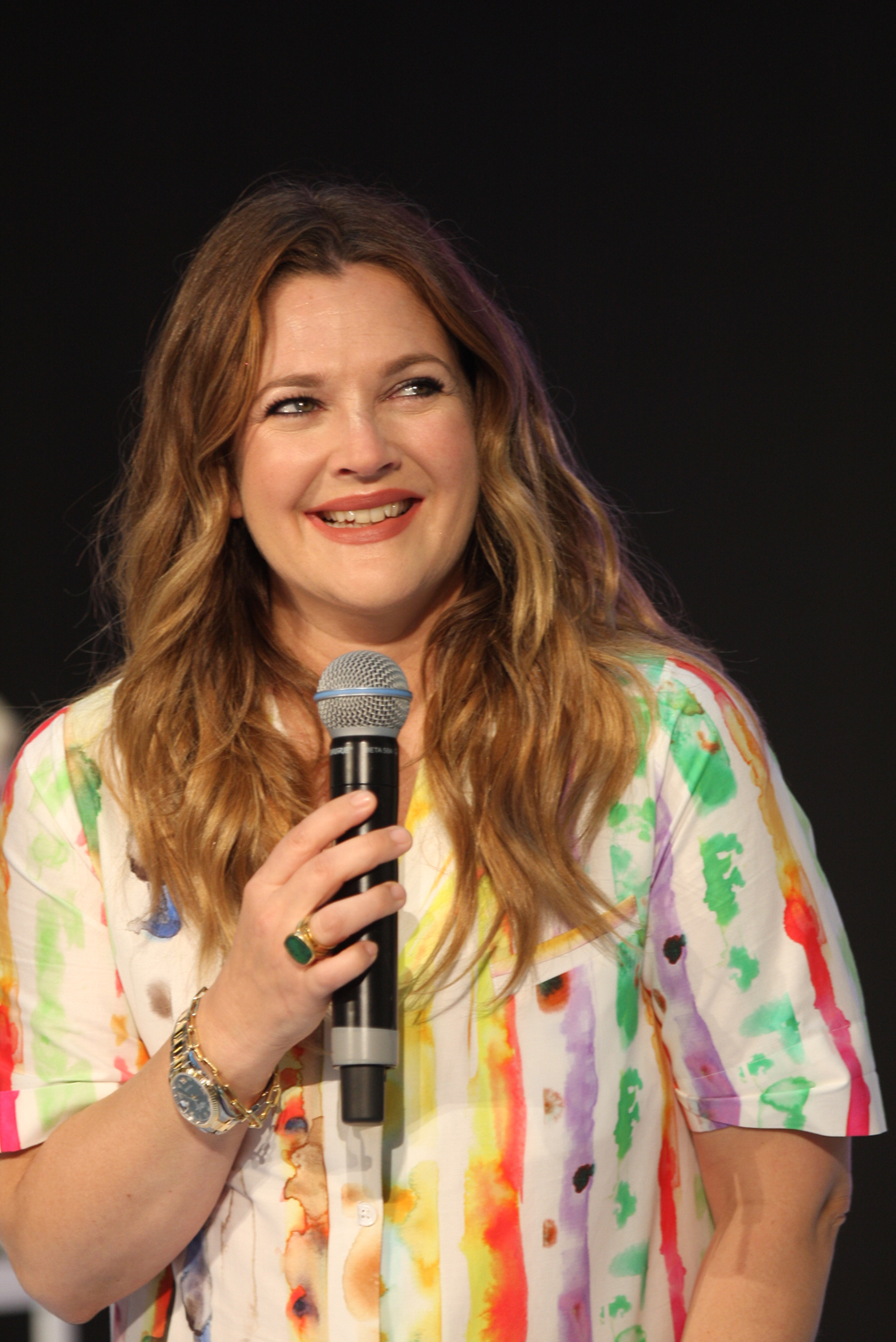
Barrymore em 2019.

Em 2 de agosto de 2011, Barrymore dirigiu o videoclipe da música "Our Deal", para a banda Best Coast, que contou com a participação de Chloë Grace Moretz, Miranda Cosgrove, Tyler Posey, Donald Glover, Shailene Woodley e Alia Shawkat. Em 2012, Barrymore estrelou com John Krasinski, o drama Big Miracle, que conta uma história real ocorrida em 1988, onde aconteceu um esforço internacional para resgatar algumas baleias cinzentas em Point Barrow, no Alasca. No longa, ela interpreta Rachel Krameron, personagem baseada na ativista do Greenpeace Cindy Lowry. Apesar de uma recepção positiva da crítica, o filme não rendeu nas bilheterias.
Em 2014, Barrymore e Sandler estrelaram juntos um filme pela terceira vez. Em Blended, ela interpreta Lauren Reynolds, uma mãe recentemente divorciada que acaba em um resort familiar com Jim Friedman (Sandler). O crítico de cinema James Berardinelli escreveu que "no que diz respeito a Sandler e Barrymore, a terceira vez definitivamente não é o charme". Com um orçamento de 45 milhões, arrecadou 128 milhões de dólares em todo o mundo. Em 2015, Drew e Toni Collette estrelaram o drama Miss You Already, como duas amigas de longa data, cujo relacionamento é posto à prova quando uma inicia uma família, e a outra fica doente. Os críticos abraçaram o filme, enquanto este recebeu um lançamento limitado nos cinemas.
De 2017 a 2019, Barrymore estrelou com Timothy Olyphant, a série original da Netflix, Santa Clarita Diet, representando uma agente imobiliária que, depois de experimentar uma transformação física em zumbi, começa a desejar carne humana. Ela também atuou como produtora executiva.

### 2020–Presente
Em setembro de 2020, Barrymore estreou seu próprio talk show na rede de televisão CBS, o The Drew Barrymore Show. No mesmo ano, estrelou a comédia The Stand-In, que estreou na Netflix em dezembro de 2020. Em 11 de março de 2021, Barrymore anunciou que estava em um hiato indefinido na atuação. Ela escreveu um livro de receitas com a chef Pilar Valdes intitulado Rebel Homemaker, que foi um best-seller do The New York Times. Em junho de 2021, ela lançou a Drew Magazine, uma revista de estilo de vida lançada trimestralmente.
Em setembro de 2023, Barrymore afirmou que iria continuar produzindo seu talk show, apesar da greve de atores e roteiristas de Hollywood, já que o SAG declarou que, na função de apresentadora, ela não tinha obrigação de fazer greve. Porém, o programa depende de uma equipe de roteiristas. Membros do sindicato dos roteiristas, que estiveram presentes em uma gravação do programa, foram expulsos do estúdio e tiveram seus pertences confiscados. Devido a esses eventos, a National Book Foundation removeu Barrymore de ser a anfitriã do 74º National Book Awards.  Barrymore se desculpou por suas ações em um vídeo no Instagram, mas o excluiu de sua conta após inúmeras críticas. No dia 17 do mesmo mês, Barrymore anunciou que adiaria a produção de seu talk show até o fim da greve,  escrevendo "Eu escutei todo mundo, e estou tomando a decisão de pausar a estreia do programa até a greve acabar". Ela também acrescentou: "Não tenho palavras para expressar minhas mais profundas desculpas a qualquer pessoa que eu tenha magoado e, claro, à nossa incrível equipe que trabalha no programa e fez dele o que é hoje".

## Vida Pessoal

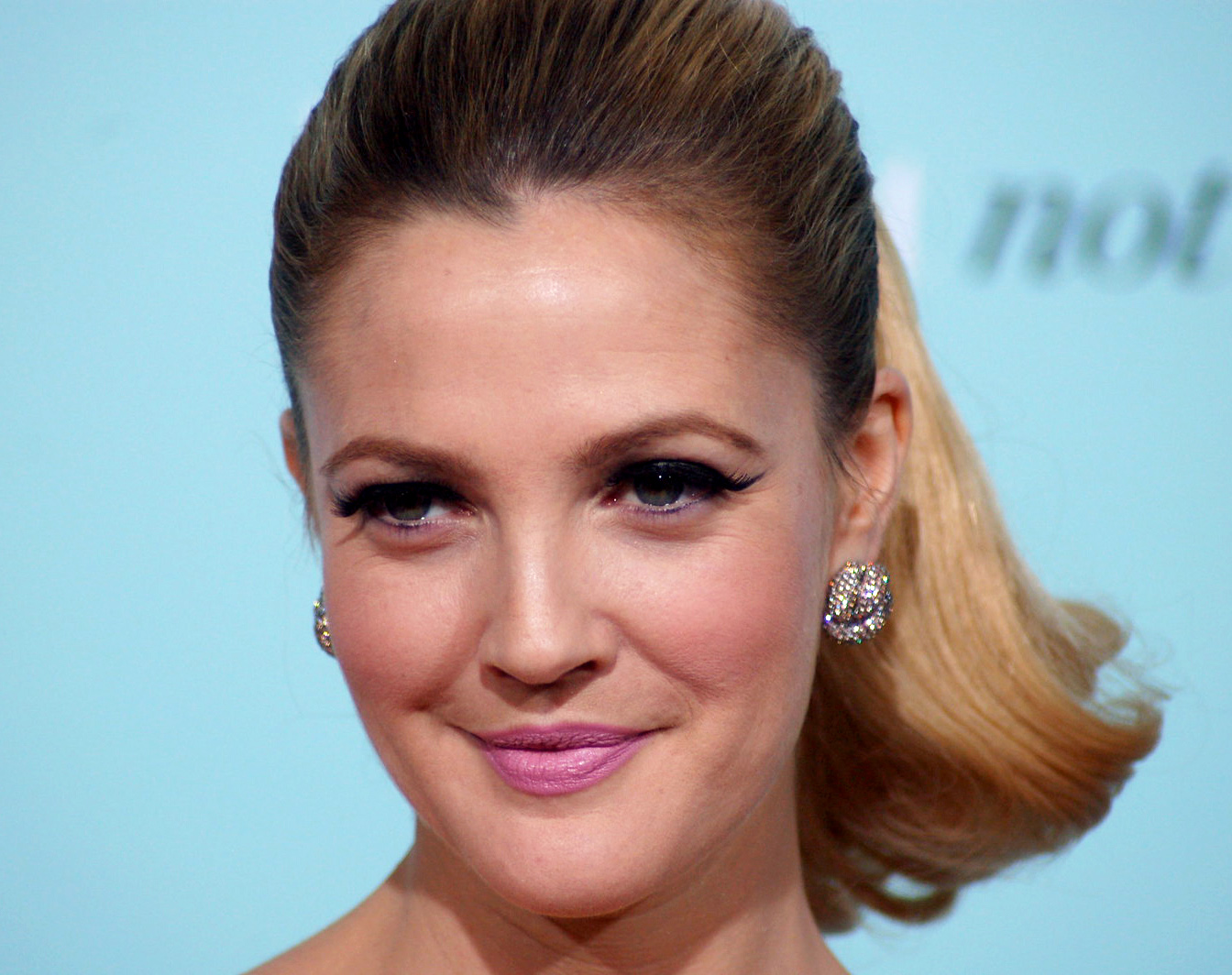
Drew Barrymore em 2009.

Aos 16 anos, em 1991, Barrymore ficou noiva de Leland Haywar, neto homônimo do produtor de Hollywood Leland Hayward. O noivado foi cancelado alguns meses depois. Ela morou com o músico e ator Jamie Walters de 1992 a 1993. Em 20 de março de 1994, aos dezenove anos, ela se casou com seu primeiro marido, Jeremy Thomas, proprietário de um bar de Los Angeles. Ela deu entrada no divórcio menos de dois meses depois. No final de 1994, Barrymore começou a namorar o guitarrista da banda Hole, Eric Erlandson.
Em 1999, começou a namorar o apresentador da MTV Tom Green; Ela e Green ficaram noivos em julho de 2000, e se casaram um ano depois. Green pediu o divórcio em dezembro de 2001, que foi finalizado em 15 de outubro de 2002. Em 2002, ela começou a namorar o baterista do The Strokes, Fabrizio Moretti. O relacionamento durou cinco anos, terminando em janeiro de 2007. Posteriormente, ela começou a namorar o ator Justin Long, enquanto filmavam Going the Distance, mas se separaram após o lançamento do filme.
No início de 2011, Barrymore começou a namorar o consultor de arte Will Kopelman, filho do ex-CEO da Chanel, Arie Kopelman. O casal anunciou seu noivado em janeiro de 2012, e casou-se em 2 de junho de 2012 em Montecito, Califórnia. Barrymore e Kopelman têm duas filhas: Olive Barrymore Kopelman (nascida em 26 de setembro de 2012) e Frankie Barrymore Kopelman (nascida em 22 de abril de 2014). Em 2 de abril de 2016, Barrymore e Kopelman divulgaram um comunicado confirmando que haviam se separado. Em 15 de julho de 2016, Barrymore pediu oficialmente o divórcio, que foi finalizado em 3 de agosto de 2016.
Barrymore é a madrinha da filha de Kurt Cobain com Courtney Love, Frances Bean Cobain. Ela já revelou em uma entrevista que se considera bissexual. Ela é vegetariana.

## Honras e Legado

Estrela de Barrymore na Calçada da Fama de Hollywood.

Os filmes de Barrymore acumularam uma bilheteria mundial bruta que chegou a mais de US$ 2,3 bilhões. Em 1999, Barrymore foi homenageada pela Young Artist Foundation com o prêmio "Child Lifetime Achievement", comemorando suas realizações notáveis na indústria cinematográfica como atriz infantil.
Por suas contribuições para a indústria cinematográfica, Barrymore recebeu uma estrela de cinema na Calçada da Fama de Hollywood em 2004. Sua estrela está localizada no 6925 Hollywood Boulevard. Em 2007, ela ficou em primeiro lugar na lista anual de 100 pessoas mais bonitas da People. Em 2023, ela foi nomeada uma das 100 pessoas mais influentes do mundo pela revista Time.

## Filmografia

### Filmes
| Ano  | Título original                 | Título em Português Brasil               | Papel                    | Notas            |
| ---- | ------------------------------- | ---------------------------------------- | ------------------------ | ---------------- |
| 1980 | Altered States                  | br: Viagens Alucinantes                  | Margaret Jessup          |                  |
| 1982 | E.T. the Extra-Terrestrial      | br: E.T. o Extraterrestre                | Gertie Taylor            |                  |
| 1984 | Firestarter                     | br: Chamas da Vingança                   | Charlene 'Charlie' McGee |                  |
| 1984 | Irreconcilable Differences      | br: Diferenças Irreconciliáveis          | Casey Brodsky            |                  |
| 1985 | Cat's Eye                       | br: Olhos de Gato                        | Amanda                   |                  |
| 1985 | Star Fairies                    |                                          | Hillary                  | Voz              |
| 1986 | Babes in Toyland                | br: O Mundo Encantado dos Brinquedos     | Lisa Piper               | Telefilme        |
| 1987 | A Conspiracy of Love            | br: Cúmplices no Amor                    | Jody Woldarski           | Telefilme        |
| 1989 | See You in the Morning          | br: Te Vejo Amanhã                       | Cathy Goodwin            |                  |
| 1989 | Far from Home                   |                                          | Joleen Cox               |                  |
| 1991 | Motorama                        |                                          | Garota fantasiada        | Aparição         |
| 1992 | Poison Ivy                      | br: Relação Indecente                    | Ivy                      |                  |
| 1992 | Waxwork II: Lost in Time        | br: Perdidos no Tempo                    | Vítima do vampiro        | Aparição         |
| 1992 | Guncrazy                        | br: Howard & Anita — Jovens Amantes      | Anita Minteer            |                  |
| 1992 | Sketch Artist                   | br: Retrato Falado                       | Daisy Drew               | Telefilme        |
| 1993 | Doppelganger                    | br: Enigma Mortal                        | Holly Gooding            |                  |
| 1993 | The Amy Fisher Story            | br: A História de Amy Fisher             | Amy Fisher               | Telefilme        |
| 1993 | No Place to Hide                | br: Sem Refúgio                          | Tinsel Hanley            |                  |
| 1993 | Wayne's World 2                 | br: Quanto Mais Idiota Melhor 2          | Bjergen Kjergen          |                  |
| 1994 | Bad Girls                       | br: Quatro Mulheres e um Destino         | Lilly Laronette          |                  |
| 1994 | Inside the Goldmine             |                                          | Daisy                    | Aparição         |
| 1995 | Boys on the Side                | br: Somente Elas                         | Holly Pulchik-Lincoln    |                  |
| 1995 | Mad Love                        | br: Amor Louco                           | Casey Roberts            |                  |
| 1995 | Batman Forever                  | br: Batman Eternamente                   | Sugar                    |                  |
| 1996 | Everyone Says I Love You        | br: Todos Dizem Eu Te Amo                | Skylar Dandridge         |                  |
| 1996 | Scream                          | br: Pânico                               | Casey Becker             |                  |
| 1997 | Wishful Thinking                | br: Coisas de Casais                     | Lena                     |                  |
| 1997 | Best Men                        | br: Até que o Crime nos Separe           | Hope                     |                  |
| 1998 | The Wedding Singer              | br: Afinados no Amor                     | Julia Sullivan           |                  |
| 1998 | Ever After                      | br: Para Sempre Cinderela                | Danielle De Barbarac     |                  |
| 1998 | Home Fries                      | br: Nosso Louco Amor                     | Sally Jackson            |                  |
| 1999 | Never Been Kissed               | br/pt: Nunca Fui Beijada                 | Josie Geller             | Também Produtora |
| 1999 | Olive, the Other Reindeer       | br: Olivia, a Outra Rena                 | Olive                    | Voz              |
| 2000 | Skipped Parts                   | br: Adolescência Perdida                 | Mulher fantasiada        |                  |
| 2000 | Titan A. E.                     | br/pt: Titan A.E.                        | Akima                    | Voz              |
| 2000 | Charlie's Angels                | br: As Panteras                          | Dylan Sanders            | Também Produtora |
| 2001 | Donnie Darko                    |                                          | Karen Pomeroy            |                  |
| 2001 | Freddy Got Fingered             | br: Fora de Casa!                        | Recepcionista            | Aparição         |
| 2001 | Riding in Cars with Boys        | br: Os Garotos da Minha Vida             | Beverly Donofrio         |                  |
| 2002 | Confessions of a Dangerous Mind | br: Confissões de uma Mente Perigosa     | Penny                    |                  |
| 2003 | Charlie's Angels: Full Throttle | br: As Panteras: Detonando               | Dylan Sanders            | Também Produtora |
| 2003 | Duplex                          | br: Duplex                               | Nancy Kendricks          |                  |
| 2004 | 50 First Dates                  | br: Como Se Fosse a Primeira Vez         | Lucy Whitmore            | Também Produtora |
| 2004 | My Date with Drew               | br: Meu Encontro Com Drew Barrymore      | Ela mesma                | Documentário     |
| 2005 | Fever Pitch                     | br: Amor em Jogo                         | Lindsey Meeks            | Também Produtora |
| 2006 | Curious George                  | br: George, O Curioso                    | Maggie                   | Voz              |
| 2007 | Music and Lyrics                | br: Letra e Música                       | Sophie Fisher            | Também Produtora |
| 2007 | Lucky You                       | br: Bem-Vindo ao Jogo                    | Billie Offer             |                  |
| 2008 | Beverly Hills Chihuahua         | br: Perdido Pra Cachorro                 | Chloe                    | Voz              |
| 2009 | He's Just Not That Into You     | br: Ele Não Está Tão a Fim de Você       | Mary                     |                  |
| 2009 | Grey Gardens                    | br: Grey Gardens — Do Luxo à Decadência  | Edith Bouvier Beale      | Telefilme da HBO |
| 2009 | Whip It                         | br: Garota Fantástica                    | Smashley Simpson         | Também Diretora  |
| 2009 | Everybody's Fine                | br: Estamos Todos Bem                    | Rosie                    |                  |
| 2010 | Going the Distance              | br: Amor à Distância                     | Erin                     |                  |
| 2012 | Big Miracle                     | br: Grande Milagre                       | Rachel Kramer            |                  |
| 2014 | Blended                         | br: Juntos e Misturados                  | Lauren Reynolds          | Também Produtora |
| 2015 | Miss You Already                | br: Já Estou com Saudades                | Jess                     |                  |
| 2017 | Spielberg                       | br: Spielberg — Documentário             | Ela Mesma                | Documentário     |
| 2020 | The Stand- In                   | br: Duas Por Uma                         | Paula / Candy Black      |                  |
| 2021 | A Castle For Christmas          | br: Um castelo para o Natal              | Ela mesma                | Aparição         |
| 2022 | Scream                          | br: Pânico 5                             | Casey Becker             | Voz              |
| 2024 | Child Star                      | br: Demi Lovato Apresenta: Estrela Mirim | Ela mesma                | Documentário     |
| 2024 | Smile 2                         | br: Sorria 2                             | Ela mesma                | Aparição         |

### Televisão
| Ano           | Título                         | Papel                                 | Notas                                                                  |
| ------------- | ------------------------------ | ------------------------------------- | ---------------------------------------------------------------------- |
| 1982-2009     | Saturday Night Live            | Ela mesma                             | 6 episódios                                                            |
| 1985          | ABC Weekend Specials           | Con Sawyer                            | Episódio: "The Adventures of Con Sawyer and Hucklemary Finn"           |
| 1986          | The Ray Bradbury Theater       | Heather Leary                         | Episódio: "The Screaming Woman"                                        |
| 1989          | CBS Schoolbreak Special        | Susan                                 | Episódio: "15 and Getting Straight"                                    |
| 1992          | 2000 Malibu Road               | Lindsay Rule                          | Protagonista; 6 episódios                                              |
| 1996          | Bill Nye the Science Guy       | Ela mesma                             | Episódio: "Flowers"                                                    |
| 2000-2022     | The Simpsons                   | Sophie (voz)                          | Episódios: "Insane Clown Poppy" (T12E03) / "The King of Nice" (T34E04) |
| 2004          | E! True Hollywood Story        | Ela mesma                             | Documentário                                                           |
| 2005–2013     | Family Guy                     | Jillian Russell / Lana Lockhart (voz) | 12 episódios                                                           |
| 2016          | Odd Mom Out                    | Meredith                              | Episódio: "Knock of Shame"                                             |
| 2017–2019     | Santa Clarita Diet             | Sheila Hammond                        | Protagonista / Produtora Executiva / 30 episódios                      |
| 2019          | The World's Best               | Ela mesma                             | Jurada                                                                 |
| 2020-presente | The Drew Barrymore Show        | Ela mesma                             | Apresentadora / Produtora Executiva                                    |
| 2020          | Martha Knows Best              | Ela mesma                             | Episódio: "Winter Is Coming"                                           |
| 2023          | And Just Like That...          | Ela mesma                             | Episódio: "February 14th"                                              |
| 2023          | Paris in Love                  | Ela mesma                             | Participação                                                           |
| 2025          | SNL50: The Anniversary Special | Ela mesma                             | Especial de televisão                                                  |

## Livros
| Ano  | Titulo                              | Editora                   | Ref.               |
| ---- | ----------------------------------- | ------------------------- | ------------------ |
| 1990 | Little Girl Lost                    | Pocket Books              | ISBN 0-671-68923-1 |
| 2014 | Find It in Everything               | Little, Brown and Company | ISBN 0316259063    |
| 2015 | Wildflower                          | Dutton                    | ISBN 1101983817    |
| 2021 | Rebel Homemaker: Food, Family, Life | Dutton                    | ISBN 0593184106    |